# Галогенкарбонові кислоти
Галогенкарбонові кислоти — це карбонові кислоти, які містять один або декілька атомів галогену у радикалі. Наприклад, хлороцтова кислота Cl—CH2—COOH.

## Отримання
Галогенкарбонові кислоти отримують галогенуванням карбонових кислот. Для отримання трифлуороцтової кислоти застосовують HF, при цьому відбувається електроліз:
{\displaystyle {\ce {H3C-COOH +4HF ->[{електроліз}, -4H_2]F3C-CO-F +H2O->[-HF]F3C-COOH}}}
При хлоруванні та бромуванні застосовують PCl3 та PBr3. Спочатку утворюються галогенангідриди, потім до них приєднується галоген, а потім вони взаємодіють з кислотами, які ще не прореагували. При цьому утворюються α-галогенкарбонові кислоти:
{\displaystyle {\ce {CH3-CH2-COOH +PBr3 ->[-POBr, -HBr]CH3-CH2-CO-Br}}}
{\displaystyle {\ce {CH3-CH2-CO-Br +PBr3 ->[-HBr, -POBr]CH3-CH(Br)-CO-Br}}}
{\displaystyle {\ce {CH3-CH(Br)-CO-Br +CH3-CH2-COOH ->CH3-CH(Br)-COOH + CH3-CH2-CO-Br}}}
Для отримання β-галогенкарбонових кислот галогеноводні приєднують до ненасичених карбонових кислот. Ця реакція відбувається всупереч правилу Марковникова:
{\displaystyle {\ce {CH2=CH-COOH +HHal ->Hal-CH2-CH2-COOH}}}

## Хімічні властивості
Галогенкарбонові кислоти є сильнішими кислотами, ніж карбонові, внаслідок негативного I-ефекту галогенів. Також вони мають більшу реакційну здатність у реакціях нуклеофільного заміщення галогенів через карбонільну групу.

### Реакції за участі атома галогену
Галогенкарбонові кислоти легко вступають у реакції нуклеофільного заміщення. Вони можуть вступати у реакції зі слабкими нуклеофілами, як-от вода:
Механізм такої реакції для α-галогенкарбонових кислот такий: спочатку відщеплюється галогеноводень. Від карбоксильної групи відщеплюється протон, а від атома карбону — негативний іон галогену. При цьому між негативним атомом оксигену з карбоксильної групи та позитивним атомом карбону утворюється зв'язок. Потім негативний іон нуклеофілу приєднується до атома карбону, а протон — до атома оксигену.
За таким механізмом можуть взаємодіяти і з аміаком, утворюючи амінокислоти. Останні вступають в реакцію нейтралізації з іншим продуктом реакції — галогеноводнем:
{\displaystyle {\ce {Hal-R-COOH +NH3 ->[-HHal]H2N-R-COOH}}}
Галогенкарбонові кислоти також можуть вступати у реакцію дегідрогалогенування — відщеплення галогеноводню з утворенням ненасичених карбонових кислот:
{\displaystyle {\ce {Cl-CH2-CH2-COOH ->CH2=CH-COOH}}}
Насправді вони спочатку вступають у реакцію нуклеофільного заміщення, а потім дегідратуються:
{\displaystyle {\ce {Cl-CH2-CH2-COOH +H2O ->[-HCl]HO-CH2-CH2-COOH ->[-H_2O]CH2=CH-COOH}}}

### Реакції за участі карбоксильної групи
Галогенкарбонові кислоти є сильнішими кислотами, ніж просто карбонові. З основами утворюють солі, зі спиртами — естери:
{\displaystyle {\ce {R-CHHal-R-COOH +XOH ->R-CHHal-R-CO-OX +H2O}}}
α-галогенкарбонові кислоти (особливо ди- та три-заміщені) при нагріванні здатні до декарбоксилювання. При цьому утворюється галогеналкан (або галогеналкен чи галогеналкін) та вуглекислий газ:
{\displaystyle {\ce {Cl3C-COOH ->[t]Cl3CH +CO2}}}